# Ле-План (Верхняя Гаронна)
Ле-План (фр. и окс. Le Plan) — коммуна во Франции, находится в регионе Юг — Пиренеи. Департамент — Верхняя Гаронна. Входит в состав кантона Казер. Округ коммуны — Мюре.
Код INSEE коммуны — 31425.

## География
Коммуна расположена приблизительно в 640 км к югу от Парижа, в 60 км к юго-западу от Тулузы.
По территории коммуны протекает река Вольп.

## Климат
Климат умеренно-океанический. Зима мягкая и снежная, весна характеризуется сильными дождями и грозами, лето сухое и жаркое, осень солнечная. Преобладают сильные юго-восточные и северо-западные ветры.

## Население
Население коммуны на 2010 год составляло 494 человека.
| 1962 | 1968 | 1975 | 1982 | 1990 | 1999 | 2010 |
| ---- | ---- | ---- | ---- | ---- | ---- | ---- |
| 307  | 281  | 277  | 290  | 300  | 316  | 494  |

## Экономика
В 2010 году среди 297 человек трудоспособного возраста (15—64 лет) 227 были экономически активными, 70 — неактивными (показатель активности — 76,4 %, в 1999 году было 64,0 %). Из 227 активных жителей работали 195 человек (107 мужчин и 88 женщин), безработных было 32 (18 мужчин и 14 женщин). Среди 70 неактивных 16 человек были учениками или студентами, 28 — пенсионерами, 26 были неактивными по другим причинам.

## Достопримечательности
- Церковь Св. Петра (XVI век). Исторический памятник с 1950 года[4]

## Фотогалерея

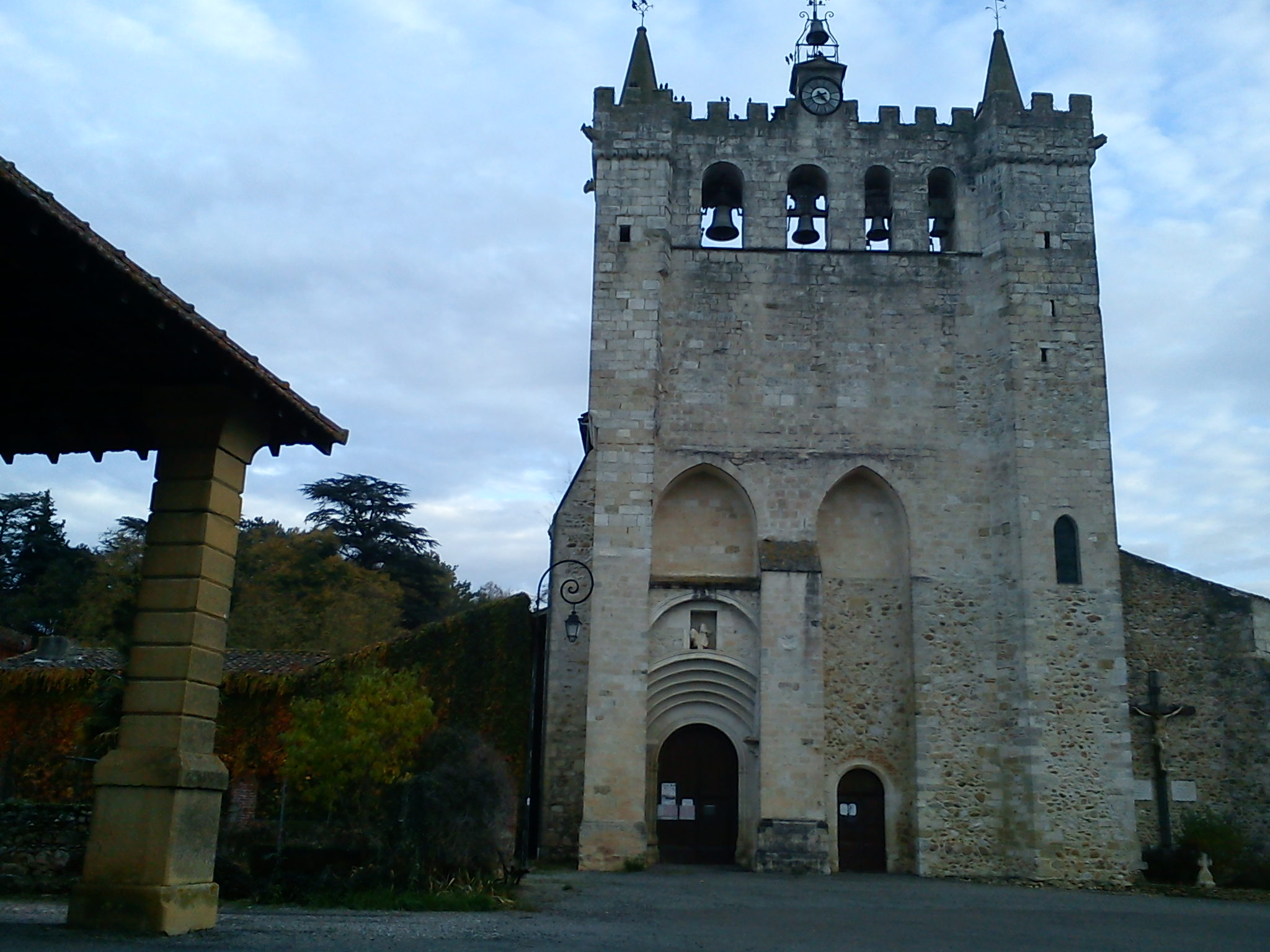
Церковь Св. Петра
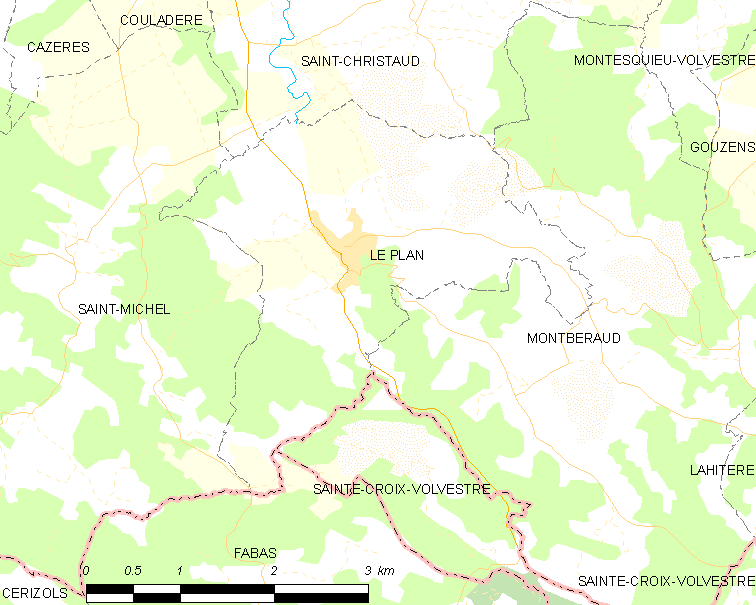
Карта коммуны